# John Baxter
Pour les articles homonymes, voir John Baxter (explorateur) et Baxter.
John Baxter est un réalisateur, producteur et scénariste britannique né le 31 décembre 1896 à Foots Cray (Royaume-Uni) et mort le 21 janvier 1975.

## Biographie
Baxter nait le 31 décembre 1896 dans le Kent. Il travaille comme agent théâtral et directeur de théâtre. Il devient assistant réalisateur en 1932. Il fonde sa propre société de production avec son ami John Barter. Il joue également dans plusieurs films produits par Lance Comfort.
Baxter joue un rôle majeur dans la création de la National Film Finance Corporation en 1948. Il réalise également et produit Judgment Deferred (1952), qui est le premier film du Group 3, une initiative de production soutenue par le gouvernement britannique. Son dernier film en tant que réalisateur est Ramsbottom Rides Again (1956), avec Arthur Askey.
Baxter meurt à Londres en 1975.

## Filmographie

### comme réalisateur
- 1933 : Doss House (en)
- 1933 : Song of the Plough (en)
- 1934 : Say It With Flowers (en)
- 1934 : Music-hall (en)
- 1934 : Kentucky Minstrels (en)
- 1934 : Lest We Forget (en)
- 1935 : The Small Man (en)
- 1935 : A Real Bloke (en)
- 1935 : Jimmy Boy (en)
- 1935 : Flood Tide (en)
- 1936 : Les Hommes d'hier (en) (Men of Yesterday)
- 1936 : Hearts of Humanity (en)
- 1936 : Birds of a Feather (en)
- 1937 : Soirée de gala (en) (Talking Feet)
- 1937 : The Academy Decides (en)
- 1937 : The Song of the Road (en)
- 1938 : Poupée anglaise (en) (Stepping Toes)
- 1939 : What Would You Do, Chums? (en)
- 1940 : Les Gaietés du service (en) (Laugh It Off)
- 1940 : Old Mother Riley in Society (en)
- 1940 : Secret Journey (en)
- 1941 : Old Mother Riley in Business (en)
- 1941 : Crook's Tour (en)
- 1941 : Old Mother Riley's Ghosts (en)
- 1941 : Les Naufragés de la vie (Love on the Dole)
- 1941 : Les Bas-fonds de Londres (en) (The Common Touch)
- 1942 : Laissons chanter le peuple (en) (Let the People Sing)
- 1942 : Soyons heureux à nouveau (en) (We'll Smile Again)
- 1943 : Theatre Royal (en)
- 1944 : The Shipbuilders (en)
- 1945 : Dreaming (en)
- 1946 : The Grand Escapade (en)
- 1946 : Here Comes the Sun (en)
- 1947 : Un fameux loustic (en) (When You Come Home)
- 1947 : Fortune Lane (en)
- 1948 : Nothing Venture (en)
- 1948 : The Last Load
- 1949 : Three Bags Full
- 1950 : Le Manoir du dragon (The Dragon of Pendragon Castle)
- 1950 : The Second Mate (en)
- 1952 : Judgment Deferred (en)
- 1956 : Ramsbottom Rides Again

### comme producteur
- 1936 : Jazz mania (en) (Sunshine Ahead) de Wallace Orton
- 1936 : Hearts of Humanity (en)
- 1937 : Soirée de gala (en) (Talking Feet)
- 1937 : The Song of the Road (en)
- 1941 : Old Mother Riley's Ghosts (en)
- 1941 : Les Naufragés de la vie (Love on the Dole)
- 1941 : Les Bas-fonds de Londres (en) (The Common Touch)
- 1942 : Laissons chanter le peuple (en) (Let the People Sing)
- 1942 : Soyons heureux à nouveau (en) (We'll Smile Again)
- 1943 : Grand-Mère Riley détective (en) (Old Mother Riley Detective) de Lance Comfort
- 1943 : When We Are Married (en) de Lance Comfort
- 1943 : Theatre Royal (en)

```
1944
 : 
The Shipbuilders
 
(en)
```

- 1945 : Dreaming (en)
- 1946 : The Grand Escapade (en)
- 1946 : Here Comes the Sun (en)
- 1947 : Un fameux loustic (en) (When You Come Home)
- 1947 : Fortune Lane (en)
- 1948 : Nothing Venture (en)
- 1948 : The Last Load
- 1950 : Le Manoir du dragon (The Dragon of Pendragon Castle)
- 1950 : The Second Mate (en)
- 1952 : You're Only Young Twice
- 1952 : Judgment Deferred (en)
- 1955 : The Love Match
- 1956 : Ramsbottom Rides Again
- 1959 : Make Mine a Million

### comme scénariste
- 1934 : Music-hall (en)
- 1942 : Laissons chanter le peuple (en) (Let the People Sing)
- 1956 : Ramsbottom Rides Again